# Rosa Sánchez Bishop
Rosa Sánchez Bishop (Alhama de Murcia, 27 de septiembre de 1998) es una deportista y política española de origen ecuatoguineano, que fue campeona de España de Orientación. En 2025 se convirtió en la alcaldesa más joven de la Región de Murcia.

## Trayectoria
Se licenció en Ciencias de la Actividad Física y el Deporte. Como deportista de carreras de orientación, compitió con el Club Totana Orientación en torneos como el Meeting de Orientación de Aguilar de Beira, Máximos de Ávila, San Lorenzo de El Escorial o Cariñera. El Ayuntamiento de Alhama de Murcia becó su actividad deportiva.
En 2019, se presentó en la lista del PSOE en las elecciones municipales de Alhama de Murcia, convirtiéndose en concejala de Salud y Deportes. En 2022 fue nombrada Secretaria de Organización en la ejecutiva de Alhama de Murcia del PSOE. En 2023, volvió a concurrir en las filas del PSOE como candidata de las elecciones municipales por el Ayuntamiento de Alhama de Murcia. En enero de 2025, tras una moción de censura, fue nombrada alcaldesa de su localidad natal, lo que la convirtió en la regidora más joven de su comunidad autónoma.

## Reconocimientos
En 2013, fue la campeona de la Liga Nacional de Orientación. Ese mismo año, ganó la medalla de bronce por equipos de selecciones nacionales en el Campeonato del Mundo Escolar de Orientación. En 2016, durante la Gala del Deporte de Totana, ganó el Premio al deportista más destacado en la categoría sub-18.
En 2017 se convirtió en campeona de España de Orientación en la categoría de sprint. Además, fue pódium en las competiciones regionales de la Sierra de Burete, Villa de Caudete, Los Calares de Juana y el Trofeo Feria de Alhama.